# راجنار وينثر
راجنار وينثر (بالنرويجية البوكمول: Ragnar Winther)‏ هو رياضياتي نرويجي، ولد في 4 يناير 1949.